# Cavitaves
Coraciimorphae là một nhánh chim bao gồm bộ Leptosomiformes (Leptosomus discolor) và nhánh Eucavitaves (một nhánh lớn bao gồm gõ kiến, hồng hoàng, bói cá và nuốc). Tên gọi thể hiện rằng phần lớn loài làm tổ trong các hang.
|                    | Bucerotiformes (hồng hoàng và đầu rìu)                                                               |
|                    | |
| Picodynastornithes | \| \| Coraciiformes (bói cá và sả rừng) \| \| \| \| \| \| Piciformes (gõ kiến và toucan) \| \| \| \| |
|                    | \| \| Coraciiformes (bói cá và sả rừng) \| \| \| \| \| \| Piciformes (gõ kiến và toucan) \| \| \| \| |
|                    | Coraciiformes (bói cá và sả rừng)                                                                    |
|                    | |
|                    | Piciformes (gõ kiến và toucan)                                                                       |
|                    | |

|  | Coraciiformes (bói cá và sả rừng) |
|  |                                   |
|  | Piciformes (gõ kiến và toucan)    |
|  |                                   |

|                    | Bucerotiformes (hồng hoàng và đầu rìu)                                                               |
|                    | |
| Picodynastornithes | \| \| Coraciiformes (bói cá và sả rừng) \| \| \| \| \| \| Piciformes (gõ kiến và toucan) \| \| \| \| |
|                    | \| \| Coraciiformes (bói cá và sả rừng) \| \| \| \| \| \| Piciformes (gõ kiến và toucan) \| \| \| \| |
|                    | Coraciiformes (bói cá và sả rừng)                                                                    |
|                    | |
|                    | Piciformes (gõ kiến và toucan)                                                                       |
|                    | |

|  | Coraciiformes (bói cá và sả rừng) |
|  |                                   |
|  | Piciformes (gõ kiến và toucan)    |
|  |                                   |

|                    | Bucerotiformes (hồng hoàng và đầu rìu)                                                               |
|                    | |
| Picodynastornithes | \| \| Coraciiformes (bói cá và sả rừng) \| \| \| \| \| \| Piciformes (gõ kiến và toucan) \| \| \| \| |
|                    | \| \| Coraciiformes (bói cá và sả rừng) \| \| \| \| \| \| Piciformes (gõ kiến và toucan) \| \| \| \| |
|                    | Coraciiformes (bói cá và sả rừng)                                                                    |
|                    | |
|                    | Piciformes (gõ kiến và toucan)                                                                       |
|                    | |

|  | Coraciiformes (bói cá và sả rừng) |
|  |                                   |
|  | Piciformes (gõ kiến và toucan)    |
|  |                                   |

|                    | Bucerotiformes (hồng hoàng và đầu rìu)                                                               |
|                    | |
| Picodynastornithes | \| \| Coraciiformes (bói cá và sả rừng) \| \| \| \| \| \| Piciformes (gõ kiến và toucan) \| \| \| \| |
|                    | \| \| Coraciiformes (bói cá và sả rừng) \| \| \| \| \| \| Piciformes (gõ kiến và toucan) \| \| \| \| |
|                    | Coraciiformes (bói cá và sả rừng)                                                                    |
|                    | |
|                    | Piciformes (gõ kiến và toucan)                                                                       |
|                    | |

|  | Coraciiformes (bói cá và sả rừng) |
|  |                                   |
|  | Piciformes (gõ kiến và toucan)    |
|  |                                   |